# Pilar Pascual
Pilar Pascual (* 22. April 2001 in Neuquén) ist eine argentinische Schauspielerin, Sängerin und Tänzerin.

## Leben
Geboren wurde Pascual in Argentinien. Im Jahr 2003 zog sie mit ihren Eltern und ihren Geschwistern nach Mexiko. Dort nahm sie im Alter von neun Jahren Tanzunterricht und wurde später als Model für Werbesendungen gebucht.  2019 spielte sie in GO! Sei du selbst und GO! Eine unvergessliche Party als Mia Cáceres mit. 2022 spielte sie in der Serie Sommer im Cielo Grande als Steffi Navarro mit.

## Filmografie
- 2019: GO! Sei du selbst
- 2019: GO! Eine unvergessliche Party
- 2022: Sommer im Cielo Grande